# Histoire/Geschichte
Histoire/Geschichte ist ein dreibändiges deutsch-französisches Geschichtslehrbuch für die Oberstufe im Gymnasium. Der erste Band wurde 2006, der zweite 2008 und der dritte 2011 veröffentlicht. Es ist das erste binationale Geschichtslehrbuch weltweit, das Schülern verschiedener Nationen Geschichte auf gleiche Art und mit den gleichen Inhalten vermittelt. Entsprechend ist das Buch auf Französisch und Deutsch erschienen. An dem Projekt waren Regierungsvertreter, Wissenschaftler und Lehrer sowie Vertreter der beiden Verlage beteiligt. Es wurde aber in den Schulen nur wenig eingesetzt.

## Idee und Konzept
Der Vorschlag für das auf mehrere Bände angelegte Buch wurde vom Deutsch-Französischen Jugendparlament, welches vom 18.–23. Januar 2003 anlässlich des 40. Jahrestages des Elysée-Vertrags zusammentraf, vorgetragen und von den nationalen Regierungen beider Staaten aufgegriffen. Allerdings ist der Bund für Schulbücher nicht zuständig. Vorarbeiten gab es in der deutsch-französischen Schulbuchkommission.
Die Konzeption des Lehrbuchs gestaltete sich schwierig, da die Lehrpläne aller deutscher Bundesländer und Frankreichs berücksichtigt werden mussten, die sich noch während der Erstellung änderten. Deutsche und französische Autoren gestalteten den Inhalt. Die Autoren gaben an, weniger die Inhalte als die Buchgestaltung sei strittig gewesen: Autorentext vs. Quellen, Zweck, Zahl und Größe der Bilder, Stufung der Arbeitsaufträge, Ziele des Unterrichts.
Das Lehrbuch ist in Deutschland für die Oberstufen und in Frankreich für die drei Klassenstufen des Lycée (nämlich: première, seconde und terminale) vorgesehen.

## Umsetzung
Das Projekt ist von Regierungsvertretern beider Länder, Wissenschaftlern und Lehrern sowie Bevollmächtigten beider Verlage, Nathan und Klett, in jahrelanger Arbeit umgesetzt worden. Es entstand ein dreibändiges Unterrichtswerk, herausgegeben von Daniel Henry, Guillaume de Quintrec und Peter Geiss. Die Inhalte der deutschen und französischen Ausgaben sind vollkommen identisch.
Am 10. Juli 2006 wurde in Saarbrücken der erste Band „Europa und die Welt seit 1945“ (frz. L’Europe et le monde depuis 1945.) vorgestellt, am 9. April 2008 in Berlin der zweite Band „Vom Wiener Kongress bis zum Ende des 2. Weltkrieges“. Der dritte Band mit dem Titel „Europa und die Welt von der Antike bis 1815“ erschien im Juli 2011. Das Verfassen der Bände im Rückwärtsgang sollte die publizistische Aufmerksamkeit erhalten.
Es ist nicht nur das erste binationale Geschichtslehrbuch, sondern bei seiner Veröffentlichung auch das einzige bundesweit zugelassene Schullehrbuch. Die Länder waren vom Bundeskanzleramt um großzügige Genehmigung gebeten worden. Die Außenministerien beider Staaten förderten das Projekt. Das Buch wurde in der Bilanz wenig verkauft, der Klett-Verlag vertreibt nur noch die Reste (2020).

## Ausgaben
deutschsprachig
- Europa und die Welt von der Antike bis 1815. Ernst Klett, Leipzig 2011 ISBN 9783124165121
- Histoire/Geschichte – Europa und die Welt vom Wiener Kongress bis 1945. ebd. 2008 ISBN 978-3-12-416511-4
- Histoire/Geschichte – Europa und die Welt seit 1945. ebd. 2006 ISBN 3-12-416510-1

französisch-sprachig
- L’Europe et le monde de l’antiquité à 1815. Nathan, Paris 2011 ISBN 9783124165220
- Histoire/Geschichte – L’Europe et le monde du congrès de Vienne à 1945 ebd. 2008 ISBN 978-3-12-416521-3
- Histoire/Geschichte – L’Europe et le monde depuis 1945 ebd., 2006 ISBN 3-12-416520-9